# أبو الطيب الوشاء
أبو الطيب محمد بن أحمد بن إسحاق بن يحيى الوشاء (؟ - 325هـ/936م) ويُلقَّب بالأعرابي، وهو كاتب وأديب وشاعر وراوية ونحوي عاش في العصر العباسي. الوشاء من أهل بغداد، وتتلمذ لدى المُبرِّد وثعلب، وهما قطبا المدرستين البصريَّة والكوفيَّة، وتتلمذ أيضًا لدى أحمد بن عبيد بن ناصح والحارث بن أسامة. عمل الوشاء مُدرِّساً للصبيان في مكتب العامَّة، وإلى جانب علمه الغزير باللغة فقد كان أيضًا شاعراً مُقِلاً. ألَّف الوشاء عدداً من من الكتب في الأدب والأخبار والنحو، وتُوفِّي في عام 936هـ.

## مؤلفاته
تُنسَب إليه المؤلفات التالية:
- «المختصر في النَّحو».
- «الجامع في النَّحو».
- «المقصور والممدود».
- «المذكَّر والمؤنَّث».
- «الفاعل والمفعول به».
- «المسائل على مذهب النَّحويين فيما اختلف فيه الكوفيُّون والبِصريُّون».
- «المختار في عِلل النَّحو».
- «معاني القرآن».
- «خلق الإنسان».
- «خلق الفرس».
- «أخبار صاحب الزِّنج».
- «الزَّاهر في الأنوار والزَّهَر».
- «زهرة الرِّياض».
- «الموشَّح».
- «السلوان».
- «الموشَّى».
- «سلسلة الذَّهب».
- «أخبار المتظرِّفات».
- «حدود الطرف الكبير».
- «الحنين إلى الأوطان».
- «الفاضل في الأدب الكامل».